# Trichocolletes fuscus
Trichocolletes fuscus  is een vliesvleugelig insect uit de familie Colletidae.
De bij wordt ongeveer 10-11 millimeter lang. De soort komt voor in New South Wales, Australië.